# 午夜之門～Stay With Me
〈午夜之門～Stay With Me〉（日语：真夜中のドア〜Stay With Me）是日本歌手松原美紀所發行的出道單曲。EP版本於1979年11月5日由Canyon唱片（現波麗佳音）發行，並在發行41年後的2020年於網路上爆紅。

## 概要
松原在19歲時錄唱了〈午夜之門〉一曲，當時她從大阪市來到東京已有兩年，並在當地的俱樂部駐唱。林哲司則擔任這首歌曲的製作人，他在作曲上受到當時帶有西方音樂色彩的新興樂風「新音樂」（後來稱為城市流行）的影響。歌曲標題中的「Stay With Me」則是向西洋樂致敬的一個短語，對此《告示牌》雜誌在專文中稱其「吸引日本人以外聽眾的興趣」。另外，曲名在製作階段時原為〈Stay with Me〉，但巧合的是，同年6月堺正章發行的單曲亦作〈STAY WITH ME〉，因此倉促加入了「午夜之門」作為歌曲現在的主標題。
〈Stay with Me〉以4/4拍的F大調創作，曲式相對簡單，按順序是主歌、導歌、副歌，間奏結束後又銜接副歌，呈現出西洋流行音樂的感覺也兼有日本歌謠曲的特徵。此外林還在歌曲間奏中加入薩克斯風，末尾部分則以吉他獨奏淡出，整體速度為每分鐘108拍，與同時期的很多美國流行歌曲節奏相似。歌詞本身則是關於一個受昨夜記憶所擾的女人，懇求她的愛人留在身邊。
在與《日本時報》的採訪中，林哲司評價松原的聲音「比實際年齡更加成熟，具有性感的爵士風格」。
這張單曲在發行之初並未取得立竿見影的成功，而是在發行近兩個月後的1979年12月31日才登上Oricon公信榜周榜，排名第99位，隔年3月3日到達峰值第28位，共連續18週位列前100名，總銷量超過10萬張。這張單曲成功提高了松原和林的人氣，不僅被廣泛認為是松原的代表作，還引來眾多藝人翻唱。林哲司在此同時也為竹內瑪莉亞創作了歌曲〈SEPTEMBER〉，成為他得到業界關注的契機。
這首歌亦收錄在松原美紀第一張專輯《POCKET PARK》中。單曲版本和專輯版本有所不同。單曲版本在開頭有松原的歌聲，而專輯版本只有合唱，此外最後的副歌反覆唱了一段，因此時長比單曲版本長大約15秒。

## 翻紅
2020年下半年，〈Stay with Me〉在日本海外國家的人氣急速上升。起因被媒體普遍認為是印尼翻唱歌手Rainych10月發布的翻唱影片所開始，進而引致許多東南亞TikTok用戶使用這首歌當作短片的背景音樂，令它逐漸從印尼傳播到世界各地。此外，在過去幾年間，1970年代到1980年代的日本城市流行音樂就已透過網路媒介重新引發流行，並且在許多俱樂部場景中，這首歌也是DJ和顧客所喜愛的經典之一。
在Apple Music上，該曲曾進入全球92個國家/地區的J-POP排行榜前十位，在Spotify上則超過2,300萬次播放，並且在26個國家/地區的熱播排行榜中名列前茅。因應歌曲熱播，波麗佳音於2020年12月25日在YouTube上發布官方歌詞影片，以期歌曲能在串流媒體中流行，及接觸到海外的年輕族群。2020年12月10日至12月27日期間，該歌曲在Spotify全球人氣排行榜上連續18天蟬聯全球第一名。
2022年2月4日，日本作曲家林哲司在NHK的採訪中表示：「這首歌之所以會重新爆紅，可能是因為人們使用串流服務更頻繁了。」他表示：「這首歌是松原的出道曲，但我感覺她已經成為了一名完成度極高的歌手。這種事情並不常見。」並再次讚揚松原的成熟和獨特的聲音。

## 收錄曲
| CD       | CD                         | CD   |
| 曲序     | 曲目                       | 时长 |
| -------- | -------------------------- | ---- |
| 1.       | 真夜中のドア～Stay With Me | 4:34 |
| 2.       | そうして私が               | 4:08 |
| 总时长： | 总时长：                   | 8:42 |

### 參與音樂家
- 電子琴：澀井博
- 電貝斯：後藤次利
- 鼓手：林立夫（日语：林立夫）
- 電吉他：松原正樹（日语：松原正樹）
- 打击乐器：穴井忠臣
- 薩克斯風：傑克·H·康塞普西翁（日语：Jake H. Conception）

## 排行榜
| 排行榜（1979年）     | 最高排名 |
| -------------------- | -------- |
| 日本（Oricon公信榜） | 28       |

## 另見
- 〈Plastic Love〉，另一首於2018年前後在網路翻紅的城市流行歌曲。

## 外部連結
- 松原みき Official Site | 真夜中のドア～Stay with Me （页面存档备份，存于）
- Discogs | 松原みき | 真夜中のドア～Stay with Me
- ユーチューブの再生回数1億回：「真夜中のドア」はどのようにして生まれたのか？ （页面存档备份，存于）